# Канада на Летњим олимпијским играма 1976.
Канада је учествовала на Летњим олимпијским играма, одржаним 1976. године у Монтреалу, Канада, по седамнаести пут у својој историји. На овим играма канадски спортисти су освојили укупно једанаест медаља, пет сребрних и шест бронзаних. Канада је до тада била једина земља домаћин игара а да није успела да освоји ни једну златну медаљу.
Канада је на овим играма имала екипу која је бројала 385 члана (261 спортиста и 124 спортисткиња) који су узели учешће у укупно 173 спортске дисциплине од 23 спортова у којима су се такмичили.
По другом извору, ТСН-у, је учествовало чак 414 канадских спортиста, али то им опет поред бројности и домаћинства игара није помогло да освоје златну медаљу. Ипак и поред тога успели су да освоје 11 медаља, а Ненси Гарпик је била једина канађанка са освојене 2 медаље, бронзане у пливању на 100 и 200 m, мада су Ани Џардин и Беки смит такође понеле кући по две медаље али обе су своју другу медаљу освојиле у штафетама

### Освојене медаље на ЛОИ
| Освојене медаље канадских спортиста на ЛОИ 1976. |                                 |       |        |        |        |
| Спортиста                                        | Спорт                           | Злато | Сребро | Бронза | Укупно |
| Грег Џој                                         | Атлетика — скок увис, мушки     | 0     | 1      | 0      | 1      |
| Џон Вуд                                          | Кану — C-1 500„m“, мушки        | 0     | 1      | 0      | 1      |
| Мајкл Виланкурт                                  | Прескакање препрека, мушки      | 0     | 1      | 0      | 1      |
| Чери Гибсон                                      | Пливање — 400 мешовито, жене    | 0     | 1      | 0      | 1      |
| Пливање, штафета                                 | Пливање — 4х100 m, мушки         | 0     | 1      | 0      | 1      |
| Ненси Гарпик                                     | Пливање — 100 и 200 леђно, жене | 0     | 0      | 2      | 2      |
| Шенон Смит                                       | Пливање — 400 слободно, жене    | 0     | 0      | 1      | 1      |
| Беки Смит                                        | Пливање — 400 мешовито, жене    | 0     | 0      | 1      | 1      |
| Пливање, штафета                                 | 4х100 слободно, жене            | 0     | 0      | 1      | 1      |
| Пливање, штафета                                 | 4х100 мешовито, жене            | 0     | 0      | 1      | 1      |
| Укупно                                           | 4                               | 0     | 5      | 6      | 11     |